# Ampère
Pour les articles homonymes, voir Ampère (homonymie) et A.
L’ampère (symbole A) est l'unité de mesure du Système international d'unités de l'intensité du courant électrique, c'est-à-dire un déplacement de charges électriques.
Un courant d’un ampère correspond au transport d'une charge électrique d'un coulomb par seconde à travers un matériau (section de fil, électrolyte, tube à vide, etc.).
Cette unité doit son nom à André-Marie Ampère, dont la théorie de l'électrodynamique a fortement contribué à la naissance de la théorie de l'électromagnétisme de Maxwell. Le mot ampère est donc un onomastisme.

## Définition

### Définition de 1948
La définition de l'ampère a été donnée par le Comité international des poids et mesures en 1948 comme suit : 

« Un ampère est l'intensité d'un courant constant qui, s'il est maintenu dans deux conducteurs linéaires et parallèles, de longueurs infinies, de sections négligeables et distants d'un mètre dans le vide, produit entre ces deux conducteurs une force linéaire égale à 2 × 10−7 newton par mètre. »

### Redéfinitions envisagées en 2012
En 2012, la redéfinition de l'ampère était envisagée de deux façons :
- à partir du volt : à l'aide de la constante de Josephson KJ ≡ 483 597,891 GHz/V ;
- à partir de l'ohm : à l'aide de la constante de von Klitzing RK ≡ 25 812,808 Ω, par mesure du courant électron par électron (la charge d'un électron est notée q = 1,602 176 487 × 10−19 C).

Néanmoins, la cohérence de ces deux approches (triangle métrologique « volt - ohm - ampère ») n'était pas encore démontrée avec le niveau de précision souhaité.

### Redéfinition retenue en 2019
Le 20 mai 2019, la définition suivante entre en vigueur :

« L’ampère, symbole A, est l’unité de courant électrique du SI. Il est défini en prenant la valeur numérique fixée de la charge élémentaire, e, égale à 1,602 176 634 × 10−19 C, unité égale à A·s, la seconde étant définie en fonction de ΔνCs. »

## Exemples
- 1 fA : ordre de grandeur du courant minimal mesurable par un électromètre de laboratoire ;
- 100 pA : ordre de grandeur du courant minimal mesurable par un multimètre commercial ;
- 2 µA : montre à cristaux liquides[a] ;
- 1 mA : prothèse auditive intra-auriculaire[b] ;
- 10 A : bouilloire électrique de 2 300 W alimentée en 230 V ;
- 15 A : courant maximal délivré par une prise standard NEMA-15 120 V en Amérique du Nord ;
- 16 A : courant maximal dans une prise électrique standard d'Europe continentale ;
- 500 A : courant maximal typique d'une batterie automobile au plomb ;
- 871 A : courant maximal d'un câble haute tension A enterré (section de conducteur 10 cm2).

## Procédés de mesure

### Mesure imposant une insertion dans le circuit
AmpèremètrePour un courant continu, la mesure du courant par un ampèremètre (ou la fonction ampèremètre d'un multimètre) est obtenue par insertion d'une résistance électrique calibrée R dans le circuit ce qui permet de transformer le courant en tension électrique V à ses bornes. Le courant est obtenu par la loi d'Ohm I = U/R.
GalvanomètreLe galvanomètre à cadre mobile est un système qui met en jeu une bobine parcourue par le courant à mesurer, un aimant permanent et un ressort de rappel dont la déformation traduit la force exercée par l'aimant sur le courant.
ÉlectromètreLes électromètres modernes sont basés sur un amplificateur électronique de courant. Contrairement aux multimètres, ils imposent une chute de tension quasi constante et non pas proportionnelle au courant.
Les électromètres anciens mesuraient la charge accumulée, le courant étant déduit comme variation de la charge par unité de temps.

### Mesure du champ magnétique engendré

#### Pince ampèremétrique

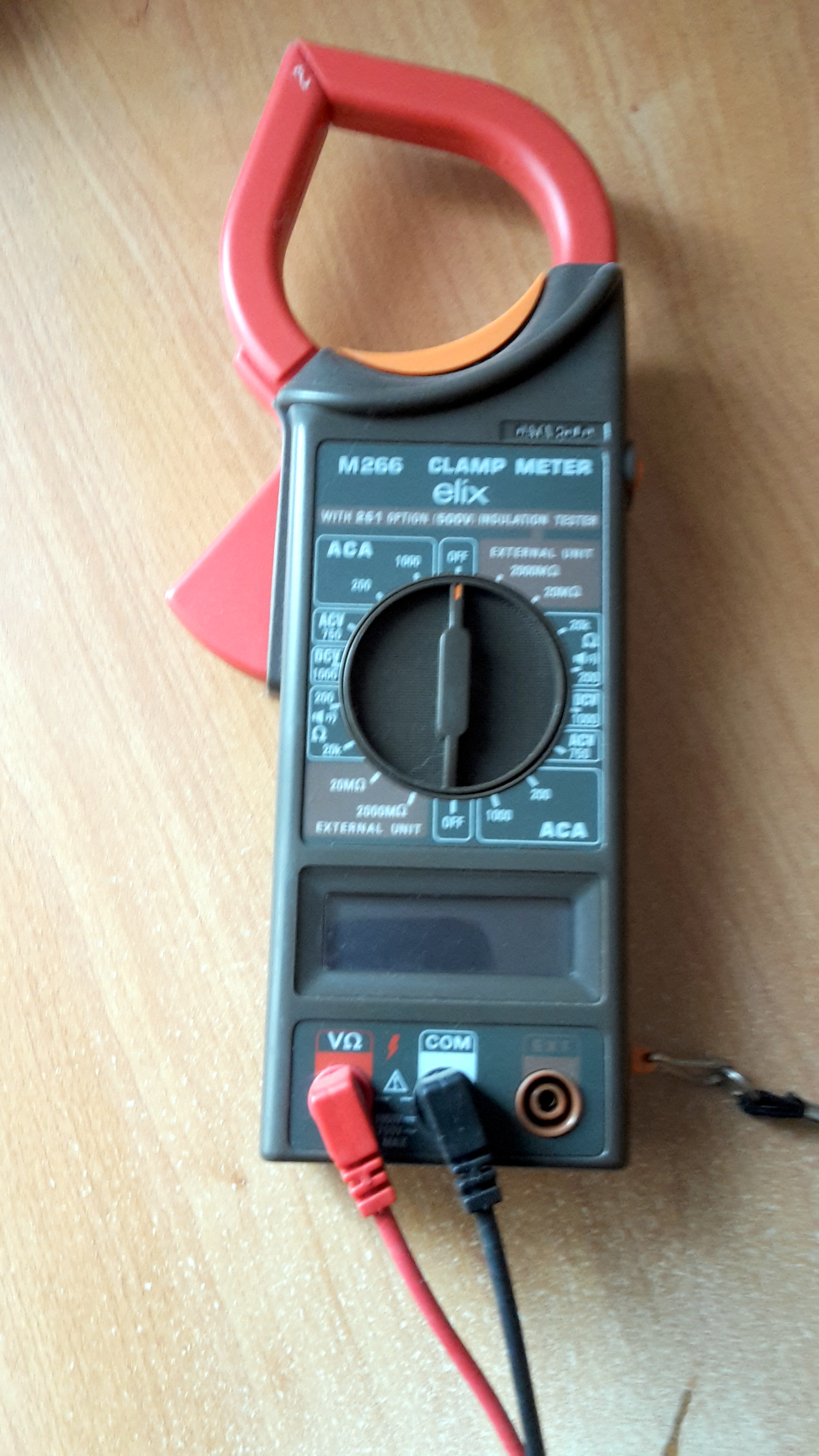
Multimètre avec pince ampèremétrique.

Une pince ampèremétrique est fondée sur un circuit magnétique (fer doux, ferrite, etc.) que l'on referme autour du fil parcouru par le courant alternatif que l'on souhaite mesurer. On obtient un transformateur de courant dont le primaire est constitué d'une unique spire (le conducteur sur lequel la mesure est effectuée) et dont le secondaire, bobiné à l'intérieur de la pince, contient un nombre de spires n important, par exemple n = 1000. Il circule donc au secondaire un courant n fois plus faible qu'au primaire, et c'est ce courant qui est mesuré avec un ampèremètre interne (pince ampèremétrique autonome) ou externe (sonde de courant). Le secondaire est généralement refermé sur un shunt (résistance calibrée) ; on déduit de la tension à ses bornes le courant secondaire, et donc le courant primaire (n fois supérieur). On obtient ainsi en sortie une tension instantanée proportionnelle au courant instantané traversant les mors de la pince.
Le dispositif étant basé sur l'induction électromagnétique, il ne peut mesurer que les courants alternatifs, qui induisent des variations de flux dans l'entrefer (loi de Lenz-Faraday) ; entraînant à leur tour la circulation d'un courant au secondaire. Pour des sondes de mesure dont la sortie se fait en courant il faut respecter les mêmes précautions d'usage qu'avec les transformateurs de courant traditionnels : le secondaire ne doit jamais être ouvert sous peine de claquage de l'isolant du bobinage et de destruction du transformateur. Le fabricant peut intégrer, à cet effet, un écrêteur de tension (par exemple une diode Transil).

#### Sonde à effet Hall
Les sondes à effet Hall sont en général des pinces ampèremétriques qui mesurent directement le champ magnétique créé par le courant. Elles sont utilisables aussi bien pour mesurer un courant continu qu'un courant alternatif.
Le principe même de l'effet Hall produit une tension proportionnelle à l'intensité du champ magnétique traversant l'entrefer, ce qui est très pratique à mettre en forme et à afficher. Mais il y a un problème : le circuit magnétique est sujet à la saturation, et la mesure ne peut pas être linéaire sur une grande amplitude de mesure.
Les mors enserrant le barreau semi-conducteur sont munis d'un bobinage (qui possède N2 spires) alimenté par un générateur de courant interne d'intensité IS. Le principe est le suivant : le générateur de courant, asservi sur la tension de Hall, va induire dans l'entrefer un champ magnétique égal en module et opposé en argument au champ principal, issu du courant à mesurer IP. Lorsque la tension de Hall s'annule, les deux champs ont des amplitudes égales.
En effet, comme dans un transformateur, on a N1.IP = N2.IS. Il suffit alors de mesurer l'intensité du courant IS nécessaire à l'annulation de la tension de Hall pour connaître IP : on a IP = Is.N2/N1, c'est-à-dire Ip = Is.N2 puisque l'affichage de la pince ampèremétrique correspond à un seul passage du conducteur à mesurer dans les mors.
Ce principe nécessite davantage d'électronique, premièrement à cause de la présence supplémentaire du générateur de courant asservi, et deuxièmement parce qu'il est nécessaire de mesurer un courant (IS) et non une tension. Mais cette topologie possède un avantage incontestable : quelle que soit la valeur de IS, le champ magnétique qui règne dans l'entrefer est nul. Il s'ensuit une excellente linéarité, indépendamment du courant à mesurer. On dit que le capteur à effet Hall est compensé, cette topologie étant désignée par l'expression « closed loop » en anglais (littéralement « boucle fermée », le champ de compensation étant asservi sur la tension de Hall).

#### Sonde à effet Néel
Les sondes à effet Néel sont des capteurs de courant qui peuvent se présenter sous forme de boucle ouvrante et flexible ou de capteur busbar et qui mesurent le champ magnétique créé par le courant primaire circulant dans le conducteur. Elles peuvent mesurer du courant alternatif et du courant continu, avec un niveau de précision élevé, comparable à celui des mesures qui imposent une insertion dans le circuit.

## Multiples et sous-multiples

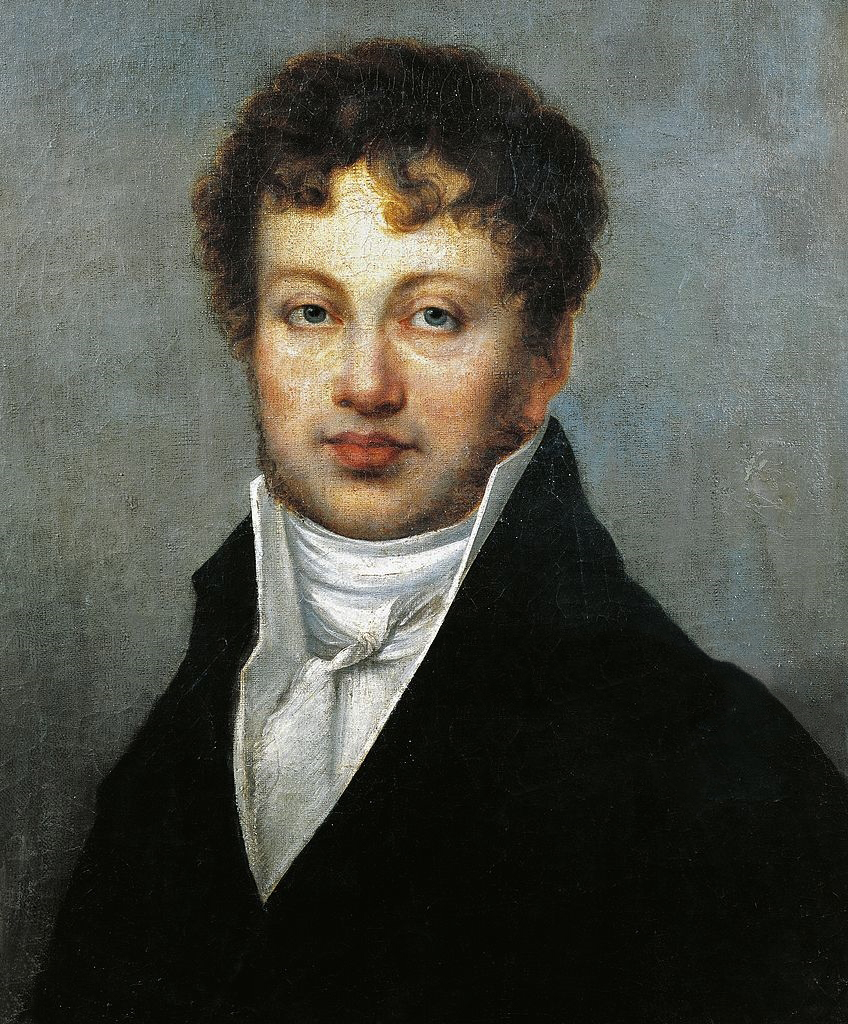
Portrait d'Ampère jeune, conservé au Musée Ampère.

| 10N   | Nom          | Symbole | Nombre           |
| ----- | ------------ | ------- | ---------------- |
| 1030  | quettaampère | QA      | Quintillion      |
| 1027  | ronnaampère  | RA      | Quadrilliard     |
| 1024  | yottaampère  | YA      | Quadrillion      |
| 1021  | zettaampère  | ZA      | Trilliard        |
| 1018  | exaampère    | EA      | Trillion         |
| 1015  | pétaampère   | PA      | Billiard         |
| 1012  | téraampère   | TA      | Billion          |
| 109   | gigaampère   | GA      | Milliard         |
| 106   | mégaampère   | MA      | Million          |
| 103   | kiloampère   | kA      | Mille            |
| 102   | hectoampère  | hA      | Cent             |
| 101   | décaampère   | daA     | Dix              |
| 100   | ampère       | A       | Un               |
| 10−1  | déciampère   | dA      | Dixième          |
| 10−2  | centiampère  | cA      | Centième         |
| 10−3  | milliampère  | mA      | Millième         |
| 10−6  | microampère  | μA      | Millionième      |
| 10−9  | nanoampère   | nA      | Milliardième     |
| 10−12 | picoampère   | pA      | Billionième      |
| 10−15 | femtoampère  | fA      | Billiardième     |
| 10−18 | attoampère   | aA      | Trillionième     |
| 10−21 | zeptoampère  | zA      | Trilliardième    |
| 10−24 | yoctoampère  | yA      | Quadrillionième  |
| 10−27 | rontoampère  | rA      | Quadrilliardième |
| 10−30 | quectoampère | qA      | Quintillionième  |